# Le Bastit
Le Bastit település Franciaországban, Lot megyében. Lakosainak száma 141 fő (2022. január 1.). Le Bastit Gramat, Carlucet, Couzou, Lunegarde, Montfaucon, Reilhac és Cœur-de-Causse községekkel határos.

## Népesség
A település népességének változása:
| Lakosok száma | 122  | 118  | 100  | 124  | 172  | 166  | 143  | 137  | 133  | 141  |
|               | 1968 | 1982 | 1990 | 2006 | 2013 | 2015 | 2017 | 2019 | 2020 | 2022 |